# Prisma de Abbe-Koenig

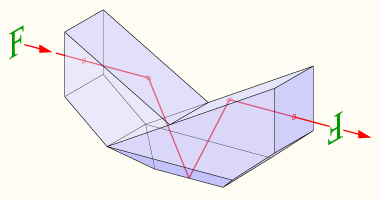
Prisma Abbe-Koenig. El que se muestra está truncado en dos de sus vértices para reducir su volumen.

Un prisma de Abbe-Koenig (Abbe-König) es un tipo de prisma óptico reflector usado para rotar 180° una imagen en un instrumento óptico. Recibe su nombre de sus inventores, los ópticos Ernst Abbe y Albert Koenig.
Está compuesto por dos piezas de vidrio unidas por pegamento óptico que forman un prisma simétrico con forma de V. La luz es reflejada en su interior por una faceta a 30°, otra en techo y otra a 30°. Gracias a la sección en techo la imagen no se invierte sino que solamente se gira, lo que permite usar el prisma para enderezar la imagen en sistemas ópticos. A diferencia del prisma de Porro este no desplaza la trayectoria del haz de luz, lo que es una ventaja en muchos instrumentos. Además es menos voluminoso que aquel.
Una variante de este prisma tiene una superficie plana en lugar de la sección en techo; este tipo invierte la imagen además de rotarla.
- Datos: Q306167